# Michael Elsworth
Michael Elsworth (* 12. června 1932) je novozélandský herec britského původu. Je známý pro své účinkování ve filmové trilogii Pán prstenů režiséra Petera Jacksona, kde ztvárnil dvojroli elfího vládce Círdana a gondorského archiváře. Dále se v trilogii uplatnil jako dablér herce Iana McKellena v roli čaroděje Gandalfa. V současnosti žije v Christchurch.

## Filmy a seriály
Mimo zmíněné role v trilogii Pán prstenů ztvárnil Elsworth několik dalších filmových či seriálových rolí. Nadaboval také Círdana v počítačových hrách inspirovaných Pánem prstenů.
| Rok  | Dílo                                                                                  | Role                                    |
| ---- | ------------------------------------------------------------------------------------- | --------------------------------------- |
| 1996 | Přízraky (The Frighteners)                                                            | pohřebník                               |
| 2000 | Temný rytíř (Dark Knight)                                                             | dvořan                                  |
| 2001 | Pán prstenů: Společenstvo prstenu (The Lord of the Rings: The Fellowship of the Ring) | Círdan Stavitel lodí/gondorský archivář |
| 2003 | Pán prstenů: Návrat krále (The Lord of the Rings: The Return of the King)             | Círdan Stavitel lodí                    |